# Avenue Securities
Avenue é uma empresa de investimentos internacionais fundada em 2018 por Roberto Lee, atual CEO da empresa. Com sede em Miami, nos Estados Unidos, a Avenue foi pioneira ao oferecer acesso ao mercado financeiro americano para investidores brasileiros. Em 2022, passou a integrar o ecossistema do Itaú Unibanco, o maior banco privado da América Latina, fortalecendo sua estrutura e ampliando sua atuação no mercado global. 
A Avenue oferece uma ampla gama de produtos financeiros, incluindo ativos de renda fixa, ações, ETFs, REITs, fundos de investimento e opções, além de serviços como conta corrente em dólar e euro, cartão de débito global, câmbio e transferências internacionais. A empresa também disponibiliza diferentes níveis de atendimento e consultoria, desde suporte digital até assessoria personalizada para clientes com patrimônio elevado. 
Combinando a solidez de um banco com a expertise no mercado americano, a Avenue sempre buscou democratizar o acesso a investimentos globais, promovendo inovação e transformação no setor financeiro brasileiro. 

## História
A Avenue foi fundada em 2018 com a proposta de democratizar o acesso ao mercado financeiro internacional para investidores brasileiros. No ano seguinte, inovou ao permitir que brasileiros abrissem uma conta em apenas cinco minutos e realizassem câmbio em segundos com valores mínimos reduzidos, tornando o processo mais acessível e ágil. 
Em 2020, a empresa alcançou a marca de 100 mil contas abertas nos Estados Unidos e superou R$ 1 bilhão sob custódia, consolidando sua presença no mercado. No ano seguinte, lançou uma plataforma com fundos de investimento das maiores gestoras dos EUA e passou a oferecer assessoria personalizada aos clientes, ampliando sua gama de serviços. 
Em 2022, a Avenue anunciou uma sociedade estratégica com o Itaú Unibanco, fortalecendo sua estrutura e aumentando a credibilidade junto aos investidores. O acordo previa a aquisição inicial de 35% do capital social da Avenue por meio de um aporte de R$ 160 milhões e uma compra secundária de ações, totalizando cerca de R$ 493 milhões. Estava previsto ainda que, após dois anos, o Itaú aumentaria sua participação para 50,1%, e, após cinco anos, poderia adquirir a totalidade da empresa. 
Em 2023, a Avenue se consolidou como uma das maiores plataformas de renda fixa da América Latina, oferecendo uma ampla variedade de certificados de depósito (CDs) e Bonds, além de expandir sua conta internacional com suporte à moeda euro. Já em 2024, a empresa ampliou seu portfólio com a oferta de Opções, reforçando seu novo posicionamento de mercado e acompanhando a evolução das demandas dos investidores. 
Em julho de 2024, a Avenue anunciou oficialmente seu rebranding, com um novo posicionamento de marca que consolidou sua posição como empresa líder na expansão de investimentos no exterior no Brasil. A mudança refletiu a evolução da empresa e seu compromisso contínuo com a inovação e a excelência no atendimento aos investidores brasileiros que buscam oportunidades globais. 

## Produtos e Serviços
A empresa disponibiliza mais de 8.000 ativos em renda fixa e variável, incluindo: 
- Renda Fixa: Títulos do Tesouro dos EUA, Brasil e América Latina, bonds corporativos, títulos privados e certificados de depósito (CDs) de bancos brasileiros.

- Fundos de Investimento: Fundos de renda fixa, ações e multimercados, com gestão de grandes gestoras internacionais, como JP Morgan, Blackrock, Morgan Stanley, Goldman Sachs, Franklin Templeton, PIMCO, Itaú Asset e outros.

- Renda Variável: Ações globais com pagamento de dividendos em dólar, ETFs, REITs, ADRs e opções negociadas nas principais bolsas mundiais.

#### Avenue Fund Hub
O Avenue Fund Hub é uma plataforma lançada pela Avenue em 2025 com o objetivo de conectar gestoras brasileiras ao mercado internacional de investimentos. A iniciativa permite que essas gestoras criem e distribuam fundos com ativos offshore diretamente para investidores brasileiros que operam no mercado internacional. O projeto representa um avanço na internacionalização da gestão de recursos, oferecendo produtos com aportes mínimos a partir de US$ 1 mil. 
Entre as gestoras participantes estão nomes relevantes do mercado financeiro brasileiro, como Itaú Asset, BTG Asset, Kinea e Verde Asset Management. Cada uma delas contribui com estratégias distintas, abrangendo áreas como renda fixa global, ações internacionais, real estate e alocação de ativos. 

#### Avenue Wealth Service
Avenue Wealth Services é a vertical da Avenue dedicada à gestão patrimonial e ao atendimento de parceiros B2B, como consultorias, gestoras, MFOs e RIAs. Com uma plataforma escalável, custos diferenciados e suporte regulatório especializado, a Avenue oferece soluções completas para profissionais que desejam internacionalizar os investimentos de seus clientes. 

#### Conta Corrente
A Avenue oferece conta corrente em dólar e euro, com abrangência global. Os clientes podem realizar pagamentos, transferências e receber valores em moeda estrangeira. A conta inclui cartão de débito virtual e físico, aceito em mais de 180 países. 

#### Câmbio
Na Avenue, o serviço de câmbio é operado pela Avenue DTVM e oferece uma experiência 100% digital, ágil e segura. O cliente pode converter reais em dólares ou euros a qualquer momento, com três opções de liquidação: instantânea, no próximo dia útil ou programada para dólar, de acordo com a cotação desejada. A operação é feita com cotação comercial, spread regressivo e IOF definido pelo governo.  

#### Segmentos de Atendimento
A Avenue oferece diferentes níveis de serviço conforme o volume investido: 
- Avenue (até US$ 10 mil): Atendimento digital com relatórios e suporte multicanal.

- Avenue Advance (a partir de US$ 10 mil): Consultoria especializada com consultor dedicado e condições diferenciadas.

- Avenue Singular (acima de US$ 200 mil): Atendimento exclusivo com banker pessoal, acesso a produtos sofisticados, workshops e suporte para planejamento sucessório e tributário.

## Estrutura Corporativa e Governança
A Avenue foi fundada em 2018 por Roberto Lee, atual CEO, com o objetivo de democratizar o acesso de investidores brasileiros ao mercado financeiro internacional. Ao seu lado, como cofundador e CTO, estava Henry Conceição, responsável pela construção da infraestrutura tecnológica da empresa. 
Nos primeiros meses, a Avenue reuniu um time de executivos com ampla experiência no setor financeiro, contribuindo para estabelecer a reputação e a credibilidade da marca em um mercado ainda cético quanto a novas plataformas. Entre os principais nomes que se juntaram à empresa estão: 
- Carlos Eduardo Ambrosio – General Manager;

- Alexandre Artmann – Chief Operating Officer (COO);

- Andre Algranti – Diretor de Desenvolvimento de Negócios;

- Emmanuil Inglesis – Chief Financial Officer (CFO);

- Fabiana Rosa Pileggi – Cofundadora e Chief of Staff;

- Hsu Shao Chun – Cofundador e Tesoureiro;

A Avenue foi pioneira na oferta de investimentos internacionais para o público brasileiro, abrindo caminho para que outras instituições financeiras também passassem a incluir produtos globais em seus portfólios. Sua atuação contribuiu significativamente para a transformação do mercado de investimentos no Brasil. 

## Impacto e Reconhecimento
Prêmios e Certificações
A Avenue tem sido reconhecida por sua excelência em atendimento e inovação no setor financeiro: 
2021
- Vencedora do Prêmio Reclame AQUI[17] na categoria Plataformas Digitais de Investimentos (Avenue Securities).

2022
- Vencedora do Prêmio Reclame AQUI na mesma categoria.

2023
- Tricampeã do Prêmio Reclame AQUI, consolidando sua reputação em experiência do cliente.

2024
- Recebeu nota 9 da Associação Brasileira de Câmbio (ABRACAM), com validade até outubro de 2025.

- Premiada no Programamatic Day by Asplay 2024, na categoria Inovação.

No aspecto institucional, a Avenue alcançou em 2024 a marca de R$ 20 bilhões em captação. A empresa também ultrapassou a marca de 1 milhão de contas habilitadas e conta com mais de 500 colaboradores em suas operações no Brasil e nos Estados Unidos. 
A plataforma oferece atualmente mais de 600 fundos internacionais, reforçando seu compromisso com a diversificação e sofisticação da carteira de seus clientes. A Avenue mantém uma base sólida de 600 escritórios parceiros, incluindo gestoras de patrimônio, multi-family offices e assessorias. Além disso, a empresa possui a segunda maior rede de profissionais de investimentos do Brasil, com um total estimado entre 10 mil e 11 mil profissionais atuando em parceria com a marca. 

## Avenue Connection
Avenue Connection é um evento anual promovido pela Avenue e realizado em São Paulo. O encontro é considerado o maior e mais influente do Brasil voltado ao ecossistema de investimentos no exterior.
A edição de 2025 ocorreu nos dias 16, 17 e 18 de julho, no Teatro B32, reunindo mais de 2 mil convidados e 40 palestrantes. O evento tem como objetivo fomentar discussões sobre internacionalização de investimentos, tendências globais e diversificação de portfólio, contando com apoio de grandes gestoras internacionais como Apex, JP Morgan, Morgan Stanley, Franklin Templeton BlackRock, BNP Paribas, PIMCO, entre outras.
A edição anterior, em 2024, consolidou o evento no calendário financeiro nacional, com mais de 1.000 participantes presenciais, US$ 4 milhões captados e alcance de 22,9 milhões de pessoas.